# Vzorník barev ČSN
Vzorník barev ČSN je český standard pro stupnici barevných odstínů nátěrových hmot. Je založen na československé, resp. české technické normě ČSN 67 3067. Norma byla zrušena k 1. 6. 2012.
Každá barva palety RAL má odpovídající ekvivalent vyjádřený hodnotou v paletě ČSN. Současně existuje český slovní název konkrétního odstínu.